# Requiem for the Indifferent
Requiem For The Indifferent é o quinto álbum da banda holandesa de metal sinfônico, Epica. O álbum foi lançado em 9 de março de 2012, na Europa, e em 13 de março de 2012 nos Estados Unidos. Esse foi o último álbum com a participação de Yves Huts nos baixos.

## Antecedentes

### Título
| “ | "Esse título refere-se ao fim de uma era. A humanidade não pode mais manter sua cabeça na areia para as coisas que estão acontecendo ao nosso redor. Estamos enfrentando muitos desafios. Há uma enorme tensão entre as diferentes religiões e culturas; guerras, desastres naturais e uma enorme crise financeira que está ficando fora de controle. Mais do que nunca precisamos de nós mesmos para superar esses problemas. Como estamos todos conectados, o universo, terra, natureza, animais e seres humanos, este período de tempo vai ser o prelúdio para o fim para aqueles que ainda não o querem, ou simplesmente não o verão. Um Réquiem para o Indiferente, mas também uma possibilidade para um novo começo com grandes chances novas! " | ” |

## Recepção
| Críticas profissionais | Críticas profissionais |
| Avaliações da crítica  | Avaliações da crítica  |
| Fonte                  | Avaliação              |
| ---------------------- | ---------------------- |
| About.com              | [ 3 ]                  |
| Allmusic               | [ 4 ]                  |
| Sonic Seducer          | Favorável              |
| Metal Underground      | [ 6 ]                  |
| Thrash Hits            | [ 7 ]                  |
| Grande Rock            | [ 8 ]                  |

A primeira resposta para "Requiem For The Indifferent" foi bem positiva, particularmente para Storm The Sorrow, o primeiro single do disco. Em um dos primeiros reviews, o "Rock Sins" aclamou Requiem for the Indifferent, afirmando que é "Uma obrigação para todos os fãs de Metal Sinfônico".
O "Metal Underground" foi bem positivo, afirmando que:  "O Epica cria mais uma obra-prima sinfônica que é tão "diferente" como é "indiferente"."
O "The Metal Crypt" também foi positivo e elogiou os vocais de Simone, os corais e a orquestração, classificando as canções como "uniformemente excelentes."
O "Grande Rock" adicionou: "Mais uma vez, o Epica prova porque são uma das maiores forças guiadores da cena do metal sinfônico."

## Faixas do álbum
| N.º            | Título                                                         | Duração |  |
| 1.             | "Karma"                                                        | 1:32    |  |
| 2.             | "Monopoly On Truth"                                            | 7:11    |  |
| 3.             | "Storm The Sorrow"                                             | 5:12    |  |
| 4.             | "Delirium"                                                     | 6:07    |  |
| 5.             | "Internal Warfare" (Dedicado às vítimas de Anders Breivik)     | 5:12    |  |
| 6.             | "Requiem For The Indifferent"                                  | 8:34    |  |
| 7.             | "Anima"                                                        | 1:24    |  |
| 8.             | "Guilty Demeanor"                                              | 3:22    |  |
| 9.             | "Deep Water Horizon"                                           | 6:32    |  |
| 10.            | "Stay The Course"                                              | 4:25    |  |
| 11.            | "Deter The Tyrant"                                             | 6:37    |  |
| 12.            | "Avalanche"                                                    | 6:52    |  |
| 13.            | "Serenade Of Self-Destruction"                                 | 9:55    |  |
| 14.            | "Nostalgia" (European Bonus Track)                             | 3:26    |  |
| 15.            | "Twin Flames" (Soundtrack Version; North American Bonus Track) | 5:02    |  |
| 16.            | "Twin Flames" (Regular Version; iTunes Bonus Track)            | 4:47    |  |
| 17.            | "Deter The Tyrant" (Grunt Version, So Far Unreleased Track)    | 6:37    |  |
| Duração total: | Duração total:                                                 | 72:55   |  |

### Edições
Existe um erro com todas as cópias físicas do álbum, sendo que na faixa treze, "Serenade Of Self-Destruction", é uma versão instrumental sem a voz de de Simons e Jansen. A Nuclear Blast records foi notificada. Não há erro nas versões digitais do álbum. Como compensação, donos de versões físicas do disco podem fazer download com a versão correcta.
Existem sete versões diferentes do álbum:
- A Edição Standard edition apresenta as treze canções acima.[12][13]
- A edição CD + camiseta apresenta a versão estandarte apresenta o álbum mais uma camiseta com o tamanho a escolha.[14]
- A Edição digipak possui o álbum e a canção extra "Nostalgia".
- A Edição LP 2 Branco Vinil é uma limitada de 150 cópias e um pôster.[15]
- A Edição LP 2 Vinil Preto possui um poster.
- A mailorder edition, limitado a 500 cópias, com diversos brindes.[16]
- A American edition apresenta treze canções mais o bônus Twin Flames (Soundtrack Version).

## Posições nos Charts
| Charts (2012)                             | Posições |
| ----------------------------------------- | -------- |
| Áustria (Austrian Albums Chart)           | 33       |
| Bélgica (Belgian Albums Chart (Flanders)) | 30       |
| Bélgica (Belgian Albums Chart (Wallony))  | 27       |
| República Tcheca (Czech Albums Chart)     | 49       |
| Países Baixos (Dutch Albums Chart)        | 12       |
| Finlândia (Finnish Albums Chart)          | 37       |
| França (French Albums Chart)              | 35       |
| Alemanha (German Albums Chart)            | 26       |
| Noruega (Norwegian Albums Chart)          | 37       |
| Portugal (Portuguese Albums Chart)        | 36       |
| Suécia (Swedish Albums Chart)             | 53       |
| Suiça (Swiss Albums Chart)                | 14       |
| Reino Unido (UK Albums Chart)             | 112      |
| Estados Unidos (U.S. Billboard 200)       | 105      |
| Estados Unidos (US Top Rock Albums)       | 29       |
| Estados Unidos (US Top Hard Rock Albums)  | 7        |

## Músicos

### Integrantes
- Simone Simons – Vocais
- Mark Jansen – Guitarra rítmica, Gutural, Arranjos orquestrais
- Isaac Delahaye – Guitarra solo, Arranjos orquestrais
- Yves Huts – Baixo, Engenheiro de som
- Coen Janssen – Sintetizador, Piano, Arranjos orquestrais e corais
- Ariën van Weesenbeek – Bateria, Gutural

### Músicos adicionais
- Epica Coro:
  - Linda Janssen, Laura Macrì - Sopranos
  - Amanda Somerville, Tanja Eisl - Altos
  - Previn Moore - Tenor
  - Christoph Drescher - Baixo
  - Simon Oberender - Voz gregoriana adicional em "Internal Warfare"
  - Amanda Somerville - Backing vocals, Arranjos vocais

### Produção
- Sascha Paeth - Produtor, Engenheiro de som, Mixagem
- Simon Oberender - Engenheiro de som, Masterização
- Olaf Reitmeier - Engenheiro de som, produção das linhas vocais
- Miro - Engenheiro de som, arranjos orquestrais